# エセイサ国際空港
エセイサ国際空港（スペイン語: Aeropuerto Internacional de Ezeiza, 英語: Ezeiza International Airport）は、アルゼンチン共和国の首都ブエノスアイレスの20km南にあるエセイサに位置する国際空港。

## 概要
所在地のエセイサからエセイサ空港と呼ばれることが多い。敷地面積は1342haである。ブエノスアイレスの国際線のほとんどを処理しており、国内線が発着するニューベリー空港と輸送を分担している。2018年の旅客数は1120万人だった。
正式名称の「ミニストロ・ピスタリーニ国際空港」はアグスティン・ペドロ・フスト・ロロン大統領時代（1932年 - 1938年）に建設大臣だったファン・ピスタリーニにちなんで名付けられた。1935年にピスタリーニが国会に提出した計画が上下両議院で可決されたものの、1945年に本人がエデルミロ・フリアン・ファーレル大統領の副大統領に任命されるまで工事は開始されなかった。
空港に連絡する鉄道はなく、付近にはロカ線のエル・ハグエル駅があるものの、ターミナルビルと滑走路を挟んだ反対側に位置しており、駅と空港の間の移動には路線バス（コレクティーボ）の利用が必要となるため、市街地との間はバス（マイクロ）や自動車で直接移動することが一般的である。

## 就航路線
| 航空会社                     | 就航地 |
| ---------------------------- | --- |
| アルゼンチン航空             | 国内 : エル・カラファテ、バリローチェ、ウシュアイア 南アメリカ : ボゴタ、リマ、 モンテビデオ、サンタ・クルス・デ・ラ・シエラ、サンティアゴ、サンパウロ/グアルーリョス 北アメリカ : カンクン、マイアミ、ニューヨーク/JFK ヨーロッパ : バルセロナ、マドリッド、ローマ/フィウミチーノ オセアニア : シドニー 季節運航 : プンタカナ |
| フライボンダイ               | アスンシオン、リオデジャネイロ/アントニオ・カルロス・ジョビン、サンパウロ/グアルーリョス 季節運航 : フロリアノーポリス、マルドナド |
| LATAM ブラジル               | サンパウロ/グアルーリョス |
| LATAM チリ                   | サンティアゴ |
| スカイ航空                   | サンティアゴ |
| LATAM ペルー                 | リマ |
| アビアンカ航空               | ボゴタ |
| ボリビアーナ航空             | サンタ・クルス・デ・ラ・シエラ |
| LATAM エクアドル             | キト |
| コンビアサ航空               | カラカス |
| コパ航空                     | パナマシティ |
| アビアンカ・エルサルバドル   | サンサルバドル |
| クバーナ航空                 | ハバナ、カヨココ |
| アエロメヒコ航空             | メキシコシティ |
| アメリカン航空               | ダラス/フォートワース、マイアミ、ニューヨーク/JFK、チューリッヒ(2026年5月21日より運航再開予定) |
| デルタ航空                   | アトランタ |
| ユナイテッド航空             | ヒューストン、ニューアーク |
| エア・カナダ                 | トロント、モントリオール |
| イベリア航空                 | マドリード |
| エア・ヨーロッパ             | マドリード |
| レベル                       | バルセロナ |
| ブリティッシュ・エアウェイズ | ロンドン/ヒースロー |
| エールフランス               | パリ/シャルル・ド・ゴール |
| ITAエアウェイズ              | ローマ/フィウミチーノ |
| KLMオランダ航空              | アムステルダム |
| ルフトハンザドイツ航空       | フランクフルト |
| スイス国際航空               | チューリッヒ |
| 南アフリカ航空               | ヨハネスブルグ |
| エチオピア航空               | アディスアベバ |
| ターキッシュ エアラインズ    | イスタンブール（サンパウロ経由） |
| エミレーツ航空               | ドバイ（リオデジャネイロ経由） |
| カタール航空                 | ドーハ（サンパウロ経由） |
| 中国東方航空                 | 上海/浦東(2025年12月より就航予定、オークランド経由)、オークランド(2025年12月より就航予定) |

### 貨物
| 航空会社                   | 就航地                                                                                              |
| -------------------------- | --------------------------------------------------------------------------------------------------- |
| VIP航空カーゴ              | モンテビデオ、プンタ・デル・エステ                                                                  |
| クラス航空                 | モンテビデオ                                                                                        |
| シエロス航空               | リマ                                                                                                |
| フェデックス・エクスプレス | カンピーナス/ヴィラコッポス、サンディアゴ・デ・チレ                                                 |
| UPS航空                    | マイアミ、カンピーナス/ヴィラコッポス                                                               |
| センチュリオン航空カーゴ   | マイアミ                                                                                            |
| LANカーゴ                  | アスンシオン、ボゴタ、カンピーナス/ヴィラコッポス、フランクフルト、マイアミ、サンディアゴ・デ・チレ |
| ルフトハンザ・カーゴ       | カンピーナス/ヴィラコッポス、ダカール、フランクフルト                                               |
| マス航空                   | メキシコ・シティ                                                                                    |
| マーティンエアー・カーゴ   | アグアディヤ、アムステルダム、ボゴタ、ロンドン/スタンステッド                                       |

## 就航都市

### 国内線
- : コルドバ、エル・カラファテ、メンドーサ、プエルト・イグアス、ロサリオ、トレレウ

### 国際線
- 南アメリカ
  -  ブラジル : サンパウロ、リオデジャネイロ、ベロオリゾンテ、クリチバ、フロリアーノポリス、ポルトアレグレ、レシフェ、サルバドール
  -  ペルー : リマ
  -  エクアドル : キト、グアヤキル
  -  ボリビア : ラパス、サンタ・クルス・デ・ラ・シエラ、コチャバンバ
  -  パラグアイ : アスンシオン
  -  ウルグアイ : モンテビデオ、プンタ・デル・エステ
  -  チリ : サンティアゴ
  -  コロンビア : ボゴタ
  -  ベネズエラ : カラカス
- 中央アメリカ
  -  メキシコ : メキシコシティ、カンクン
  -  キューバ : ハバナ、バラデロ（英語版）
  -  パナマ : パナマシティ
  -  ドミニカ共和国 : プンタカナ
- 北アメリカ
  -  アメリカ合衆国 : アトランタ、ニューヨーク、マイアミ、ダラス、ヒューストン
  -  カナダ : トロント
- ヨーロッパ
  -  イギリス : ロンドン
  -  ドイツ : フランクフルト
  -  イタリア : ローマ
  -  スペイン : バルセロナ、マドリッド
  -  フランス : パリ
  -  オランダ : アムステルダム
- オセアニア
  -  オーストラリア : シドニー
- アフリカ
  -  南アフリカ共和国 : ヨハネスブルグ
- アジア
  -  トルコ : イスタンブール
  -  カタール : ドーハ
  -  アラブ首長国連邦 : ドバイ